# Johann Eberhard Ludewig Pavenstedt
Johann Eberhard Ludewig Pavenstedt  (* 22. August 1827 in Bremen; † 14. Dezember 1889 in Bremen) war ein deutscher Jurist und Politiker. Er war Mitglied der Bremischen Bürgerschaft (1856–1889).

## Biografie
Pavenstedt wurde als Sohn des Bremer Senators Johann Eberhard Pavenstedt geboren und studierte nach dem Besuch des Gymnasiums in Bremen Rechtswissenschaften in Bonn. Während seines Studiums wurde er 1848 Mitglied der Bonner Burschenschaft Frankonia und wurde ein enger Freund von seinem Bundesbruder Carl Schurz. Er wurde zum Dr. iur. promoviert und arbeitete dann als Rechtsanwalt, Obergerichtsanwalt und als Richter in Bremen, wo er 1856 als Mitglied des Gelehrtenstandes in die Bremische Bürgerschaft gewählt wurde und ihr 33 Jahre lang angehörte. Hier war er Vertrauensmann für die ländliche Bevölkerung und Abgeordneter in vielen Deputationen. Er war auch Diakon in kirchlichen Einrichtungen, unter anderem in der Verwaltung des Armeninstitutes. Auch war er Konsulent der Kammer für Landwirtschaft. Politisch war er liberal.